# Ziram
Ziram is de korte naam (vastgelegd in de ISO-norm 1750) voor een niet-systemisch fungicide uit de klasse van de dithiocarbamaten. Het is bedoeld voor gebruik in de landbouw, en vooral bij fruit (appel, peer, druif en steenfruit). Het kan zowel op de bladeren als op de grond of op het zaad toegepast worden. Het is het actieve bestanddeel in vele commerciële formuleringen (soms in combinatie met andere fungiciden); meestal in de vorm van korreltjes die in water moeten gedispergeerd worden en dan verstoven.
Andere toepassingen van ziram zijn als versneller bij de productie van rubber en als afweermiddel tegen vogels en knaagdieren.

## Toxicologie en veiligheid
Ziram ontleedt bij verhitting en verbranding waarbij giftige en irriterende dampen vrijkomen, onder andere stikstofoxiden en zwaveloxiden. Ziram is irriterend voor de ogen, de huid en de luchtwegen; langdurige of herhaalde blootstelling kan een effect hebben op het centraal zenuwstelsel. De stof is zeer giftig voor waterorganismen.